# Averhoffstraße

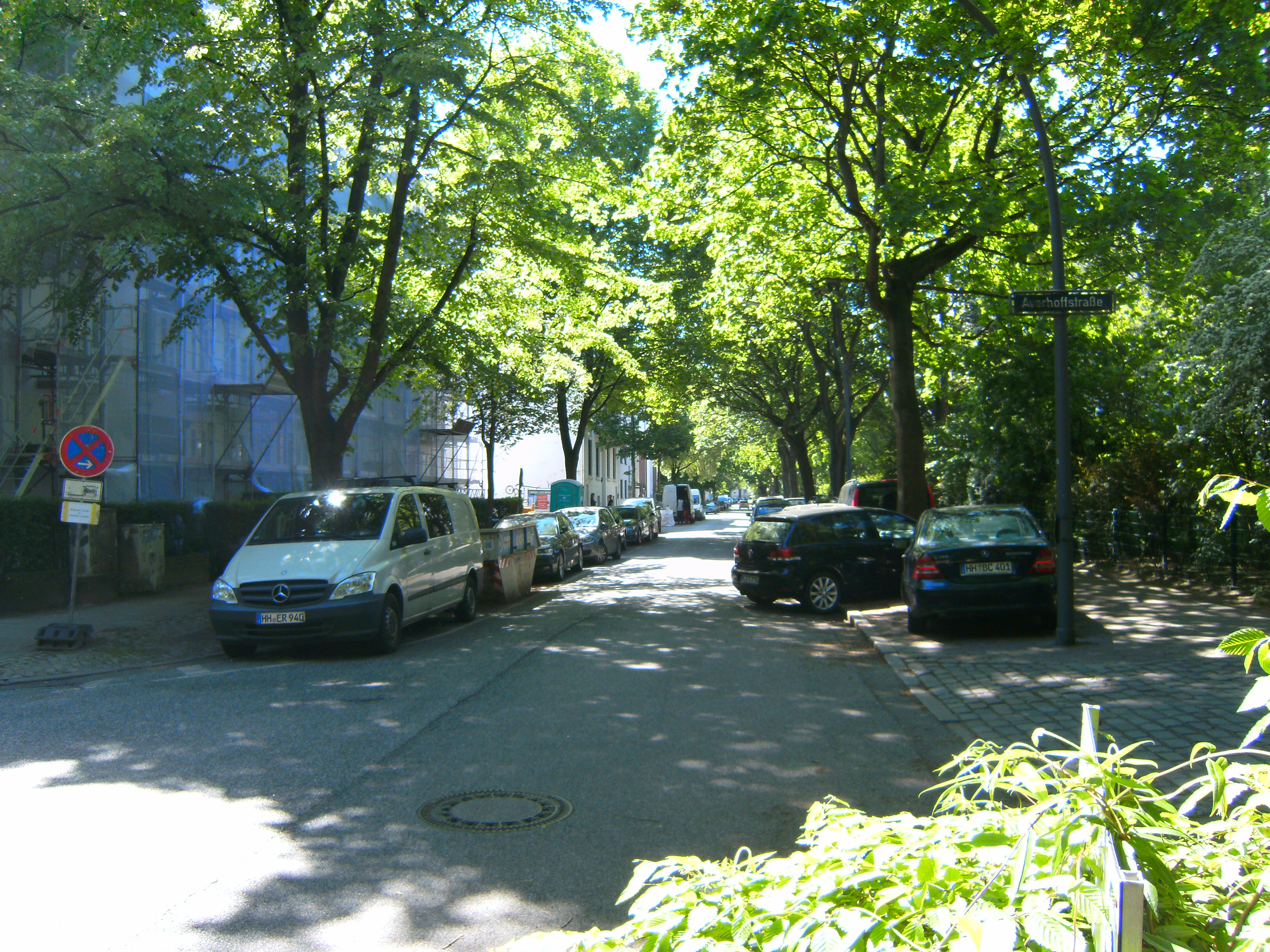
Hamburg, Averhoffstraße: Bäume säumen die Straße

Die Averhoffstraße ist eine ruhige, von Bäumen gesäumte Wohnstraße im Stadtteil Uhlenhorst im Bezirk Hamburg-Nord. Sie verbindet in West-Ost-Richtung den Hofweg mit dem Winterhuder Weg. Sie hieß früher Schulweg, weil sie zur 1846 eröffneten Schule auf der Uhlenhorst führte. Ihren jetzigen Namen erhielt sie nach Peter Averhoff (1723–1809).

## Abschnitt Hofweg bis Petkumstraße

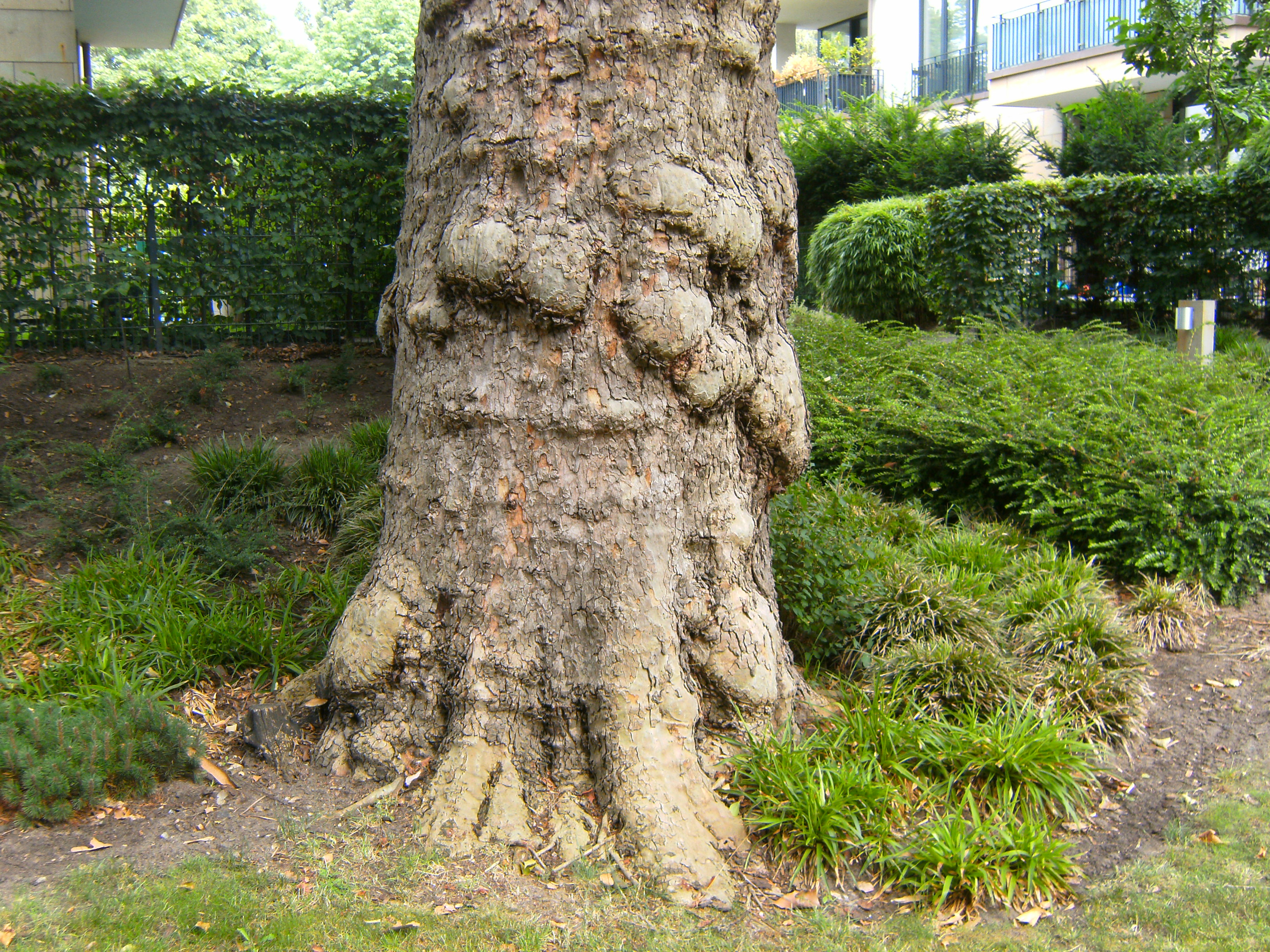
Hamburg, Averhoffstraße 3A: Stamm Platane mit etwa 4 Meter Stammumfang. Detail

Auf der südlichen Seite reihen sich mehrere Jugendstilhäuser in Weiß. In der Averhoffstraße 10 befindet sich der Behr’s-Verlag. 
Die nördliche Seite wird durch teilweise eingezäunte Grünflächen gesäumt. Dies sind ein Fitnessclub sowie der von Betreuern des ehrenamtlich geführten Vereins betreute Aktivspielplatz Hamburger Straße e. V. (AKI) für Kinder. Ferner den Zugang zum Averhoff-Park mit seitlicher Blütenwiesen/Nutzkräuter-Grünfläche. Bei der Averhoffstraße 3 A hat eine Platane mit etwa vier Meter Stammumfang ihren geschützten Platz.

## Abschnitt Petkumstraße bis Winterhuder Weg

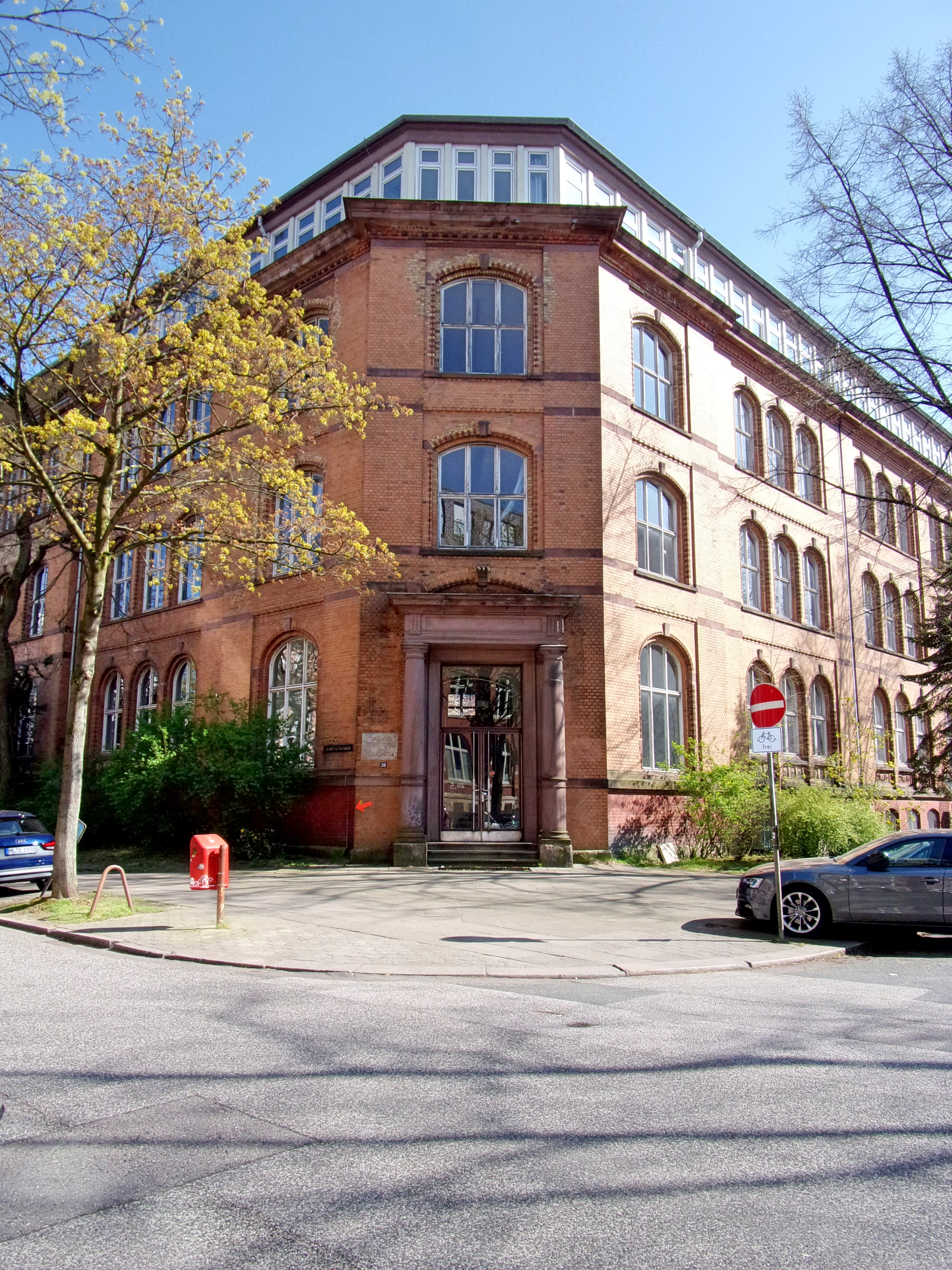
Averhoffstraße 38, Folgeunterkunft für Flüchtlinge

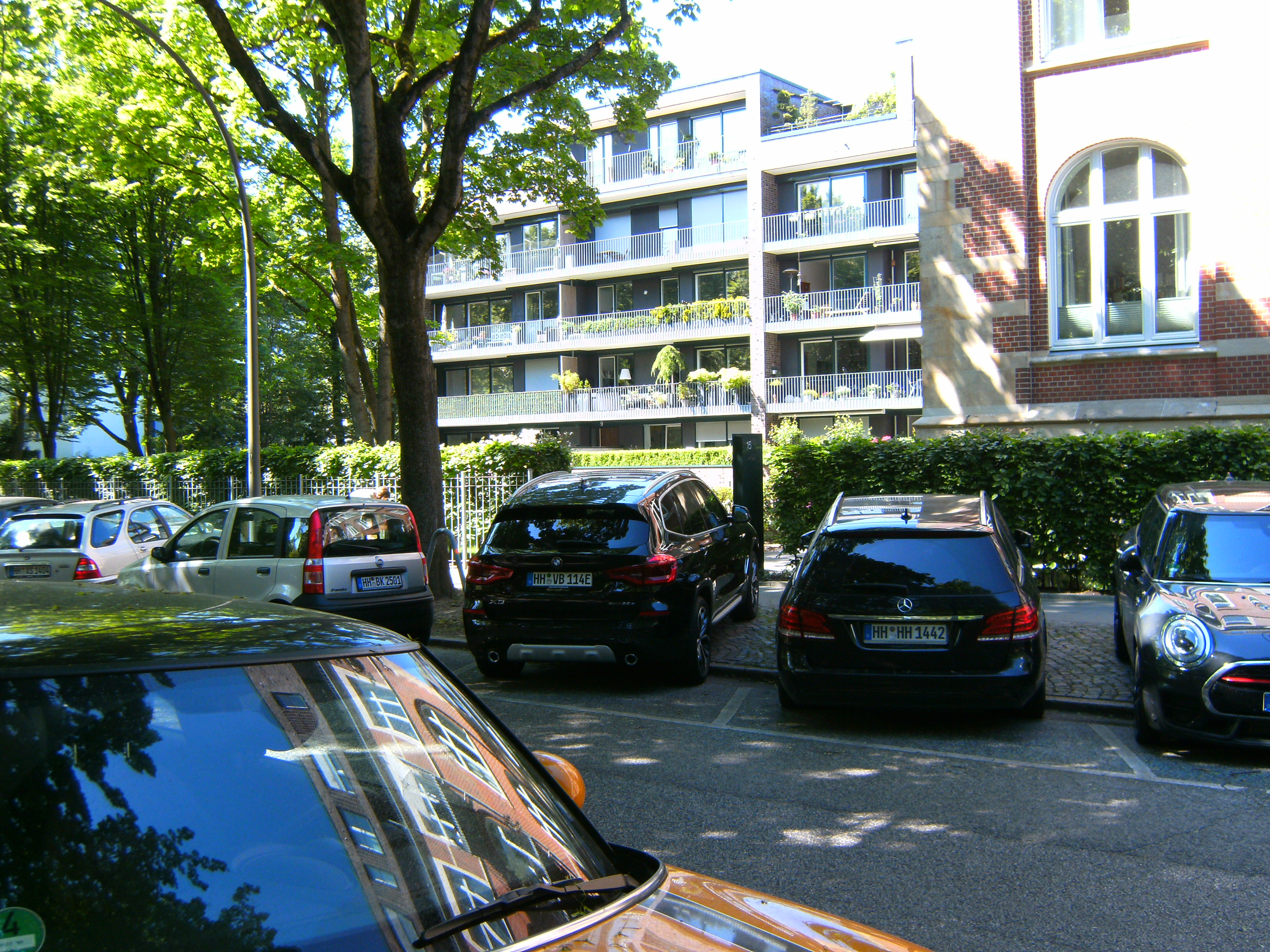
Hamburg, Averhoffstraße: Neubauhaus

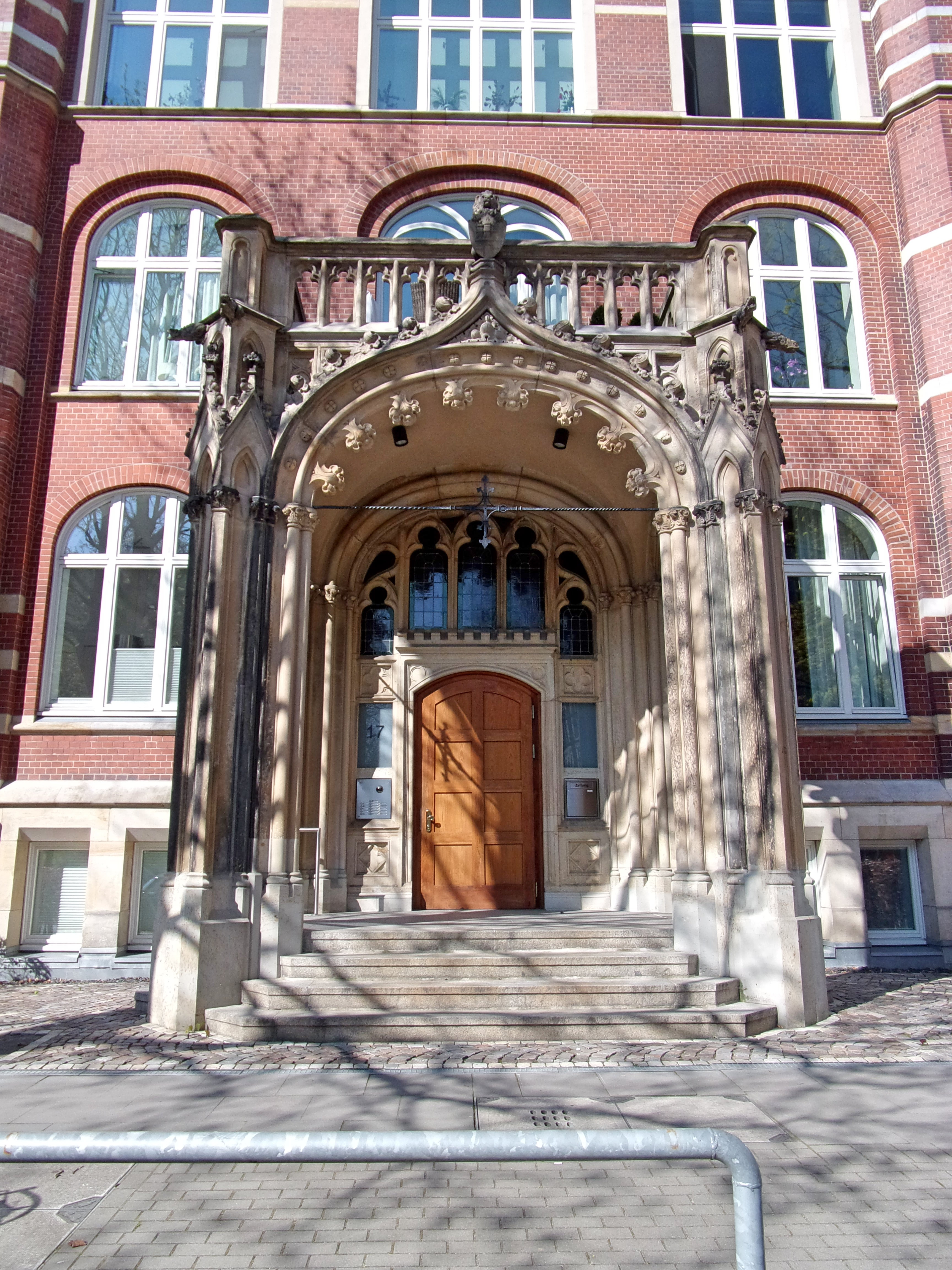
Averhoffstraße 17 mit Eingangsportal des ehemaligen Verwaltungsgebäudes des Waisenhauses Averhoffstraße

Auf der südlichen Seite folgen weiße Jugendstilhäuser, in der Averhoffstraße 22 Stolpersteine für die Familie Rieder und ein Kinderspielplatz. In der Averhoffstraße 38 liegt das Gebäude der ehemaligen Berufsschule des Handwerks, später HafenCity Universität Hamburg. Seit Mai 2018 ist dort die Folgeunterkunft für Flüchtlinge, das „Uhlenhorster Modell“ untergebracht.
Auf der nördlichen Seite folgen die modernen Gebäude, die den Averhoff-Park einrahmen, die Seniorenwohnungen der Steenbeck-Stiftung und ein weiteres modernes Gebäude. In der Averhoffstraße 17 steht das 1943 zerstörte und wieder aufgebaute Verwaltungsgebäude des ehemaligen Hamburger Waisenhauses mit dem Eingangsportal des ehemaligen Verwaltungsgebäudes des Waisenhauses Averhoffstraße. Es wurde für Wohnzwecke umgewidmet und erweitert.